# تورگش

نقشه فرارود در قرن هشتم

تورگش (به ترکی باستان: Türügeš) (به چینی: 突騎施/突骑施) (به پین‌یین: tūqíshī) یک حکومت از اتحاد قبیلهٔ های ترک از خاقانات غربی ترک بود که در قرن هفتم پایه‌گذاری شد. تورگش که زمانی به شاخه دولو از نخبگان ترک غربی تعلق داشت، پس از نابودی ترک‌های غربی به عنوان یک قدرت مستقل ظهور کرد و در سال 699 یک خاقانات را تأسیس کرد. خاقانات تورگش تا سال 766 ادامه داشت که در نهایت توسط گروه دیگری از ترک ها به نام کارلوک‌ها شکست خورده و در نهایت از بین رفتند.

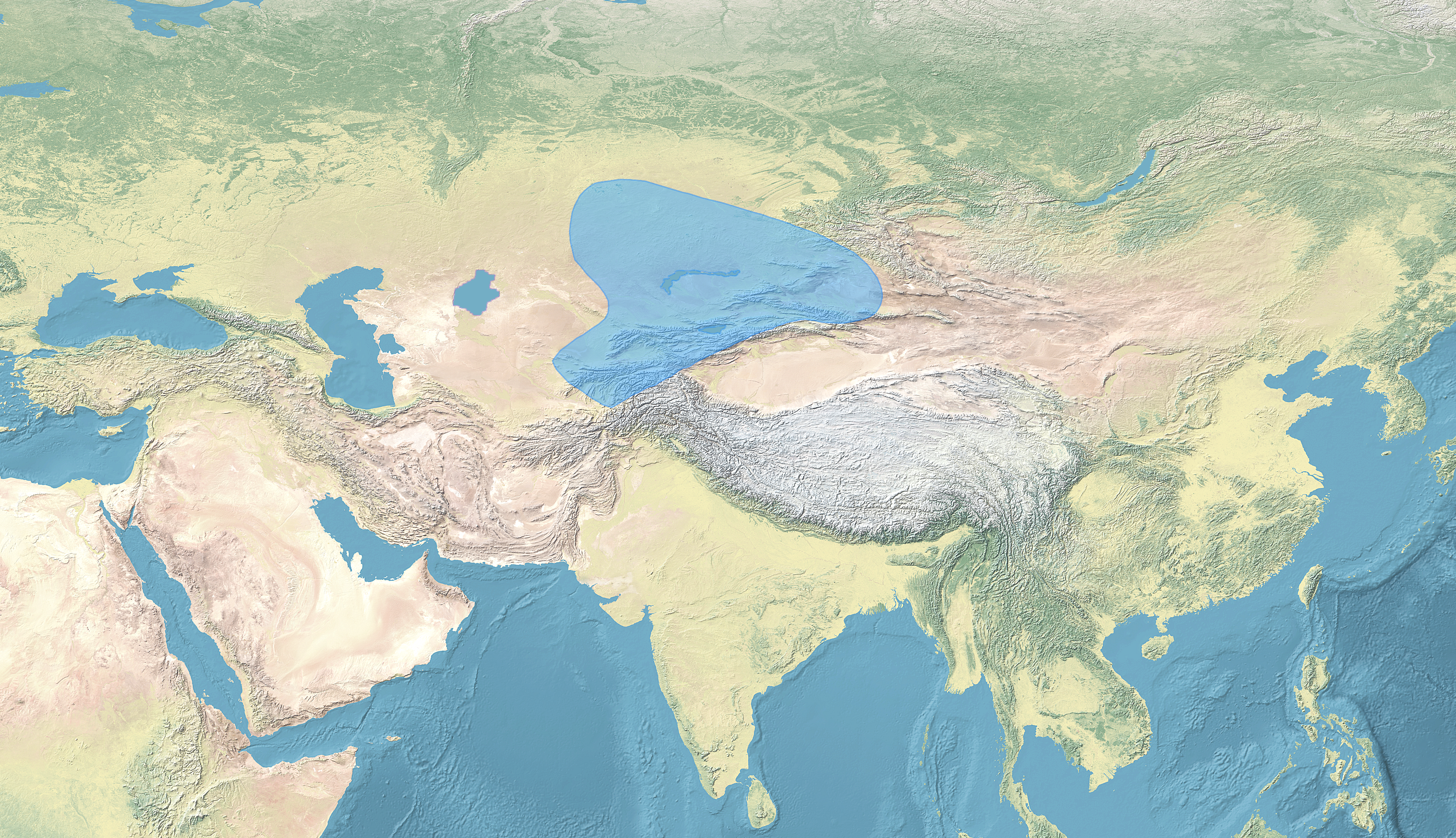
قلمروی خاقانات تورگش

## گاهشمار
گاهشمار خاقانات تورگش
| سال | تاریخ | رویداد |
| --- | ----- | --- |
| ۶۹۹ |       | تأسیس خاقانات تورگش توسط اوچ الیگ |
| ۷۰۳ |       | شکست دادن سلسله تانگ و تصرف سیاب |
| ۷۰۶ |       | ساقال جانشین اوچ الیگ میشود. |
| ۷۰۸ |       | حمله به کوچا (قلمروی تانگ) |
| ۷۰۹ |       | تورگش برای دومین بار تانگ را شکست می دهد. |
| ۷۱۱ |       | صلح با تانگ و حمله مشترک به خاقانات دوم ترک که به سختی شکست می خورند. |
| ۷۱۶ |       | سلوک به عنوان پادشاه انتخاب می شود. |
| ۷۲۰ |       | آغاز درگیری با بنی امیه که سلوک اعراب را به سختی شکست می دهد. این اولین جنگ اعراب مسلمان با ترکان آسیای میانه بود. |
| ۷۲۲ |       | تورگش و سلسه تانگ صلح می کنند و سلوک با شاهزاده جیائوهه ازدواج می کند. |
| ۷۲۴ |       | دومین جنگ تورگش و بنی امیه. سلوک با اتخاذ تاکتیک های موثر جنگی در نبردی ۱۱ روز که به روز تشنگی معروف است، توانست شکست سنگینی بر اعراب وارد کند، بطوری که بجز تعداد اندکی از سربازان بنی امیه مابقی به دست ترک ها نابود شدند. تورگش توانست بخش های از قلمرو بنی امیه را تصرف کند. |
| ۷۲۸ |       | سومین جنگ تورگش و بنی امیه با شورش سغدی ها علیه دولت بنی امیه سلوک به سغد حمله کرد و با شکست دادن اعراب توانست سغد را تصرف کند. |
| ۷۳۱ |       | چهارمین جنگ تورگش و بنی امیه (نبرد دفیل) تورگش با شکست دادن پادگان های نظامی امویان توانست سمرقند را محاصره کند، ولی فرمانده سمرقند، صوره بن الحر العبانی، توانست با نامه ای درخواست کمک به جنید بن عبدالرحمن المری والی جدید خراسان بفرستد. لشکر 28000 نفری جنید در گردنه مورد حمله تورگش قرار گرفت و با وجود اینکه ارتش اموی موفق شد خود را بیرون بکشد و به سمرقند برسد، تلفات زیادی متحمل شد. 12000 مرد سواره که دستور حمله از پشت به تورگش را در یک اقدام امدادی داشتند، تقریباً همگی نابود شدند، با پایان جنگ سه روز و خونین بین ترک ها و اعراب ۲۰ تا ۳۰ هزار از لشگریان اموی و ۱۰ هزار از افراد تورگش کشته شدند. |
| ۷۳۶ |       | آغاز جنگ داخلی بین طرفدارن سلوک و کول چور که توسط سلسه تانگ پشتیبانی می شد. |
| ۷۳۷ |       | پنجمین جنگ تورگش و بی امیه در جنگی موسوم به نبرد بارها تورگش توانست اعراب را در شمال افغانستان شکست داده و به عقب براند. در نبردی به نام خارستان که بین نیروهای خلافت اموی و تورگش در دسامبر ۷۳۷ در نزدیکی شهر خارستان در جوزجان در شرق خراسان (شمال افغانستان امروزی ) درگرفت. بنی امیه تحت فرمان اسدبن عبدالله قصری، والی خراسان ، موفق شدند، سربازان تورگش را غافلگیر کرده و شکست دهد. |
| ۷۳۸ |       | سلوک به دست یکی از نزدیکانش کشته شد. کول چور به پادشاهی می رسد. |
| ۷۳۹ |       | کارلوک‌ ها با پشتیبانی سلسله تانگ به تورگش حمله می کنند. |
| ۷۴۰ |       | شکست تورگش از کارلوک ها و به اسارت گرفتن کول چور |
| ۷۴۴ |       | جنگ دوباره کول چور و کارلوک‌ ها و کشته شدن کول چور و شکست سنگین تورگش |
| ۷۵۶ |       | کارلوک ها با پشتیبانی تانگ، خاقانات کارلوک را تأسیس می کنند. |
| ۷۶۶ |       | خاقانات کارلوک تمام قلمرو تورگش را تصرف می کند. |